# Despina (satélite)
Despina (del griego: 	Δέσποινα), también conocido como Neptuno V, es un satélite natural de Neptuno y el tercer satélite más cercano a este último. Fue nombrado en honor a Despina, hija de Deméter y Poseidón en la mitología griega. Antes de su nombramiento el 16 de septiembre de 1991, fue designado provisionalmente como S/1989 N 3.

## Descubrimiento
Despina fue descubierto a finales de julio de 1989 a partir de las imágenes tomadas por la sonda espacial Voyager 2. El descubrimiento de Despina fue anunciado el 2 de agosto de 1989 y menciona "10 fotogramas tomados durante 5 días", lo que implica una fecha de descubrimiento anterior al 28 de julio.

## Características físicas
El diámetro de Despina es de aproximadamente 150 kilómetros, tiene una forma irregular y no muestra signos de modificación geológica alguna. Es probable que se trate de un conjunto de escombros reacumulados a partir de fragmentos de los satélites originales de Neptuno, que fueron destrozados por perturbaciones de Tritón poco después de la captura de este en una órbita inicial muy excéntrica.

## Órbita
La órbita de Despina se encuentra cerca de la órbita de Talasa y justo dentro del anillo Le Verrier actuando como su satélite pastor. Como también se encuentra por debajo del radio de la órbita sincrónica de Neptuno, está girando lentamente en espiral hacia Neptuno debido a la desaceleración de mareas y eventualmente puede impactar la atmósfera de Neptuno o dividirse en un anillo planetario al pasar el límite de Roche debido a la fuerza de marea.